# Reggenza di Nias Occidentale
La reggenza di Nias Occidentale (in indonesiano: Kabupaten Nias Barat) è una reggenza dell'Indonesia, situata nella provincia di Sumatra Settentrionale.